# (73625) 3524 T-3
(73625) 3524 T-3 – planetoida z pasa głównego asteroid okrążająca Słońce w ciągu 3,69 lat w średniej odległości 2,39 j.a. Odkryta 16 października 1977 roku.